# Camillo de Simone
Camillo de Simone (ur. 13 grudnia 1737 w Benewencie, zm. 2 stycznia 1818 w Sutri) – włoski kardynał.

## Życiorys
Urodził się 13 grudnia 1737 roku w Benewencie. Studiował na La Sapienzy, gdzie uzyskał doktorat utroque iure. 16 grudnia 1782 roku został biskupem Sutri, a 9 marca 1783 roku przyjął sakrę. Odmówił złożenia przysięgi lojalności władzom Republiki Francuskiej, za co został wtrącony do więzienia. Następnie został wygnany do Belley, a potem do Nicei. 8 marca 1816 roku został kreowany kardynałem in pectore. Jego nominacja na kardynała prezbitera została ogłoszona na konsystorzu 22 lipca i nadano mu kościół tytularny San Giovanni a Porta Latina. Zmarł 2 stycznia 1818 roku w Sutri.